# Anders Uppström

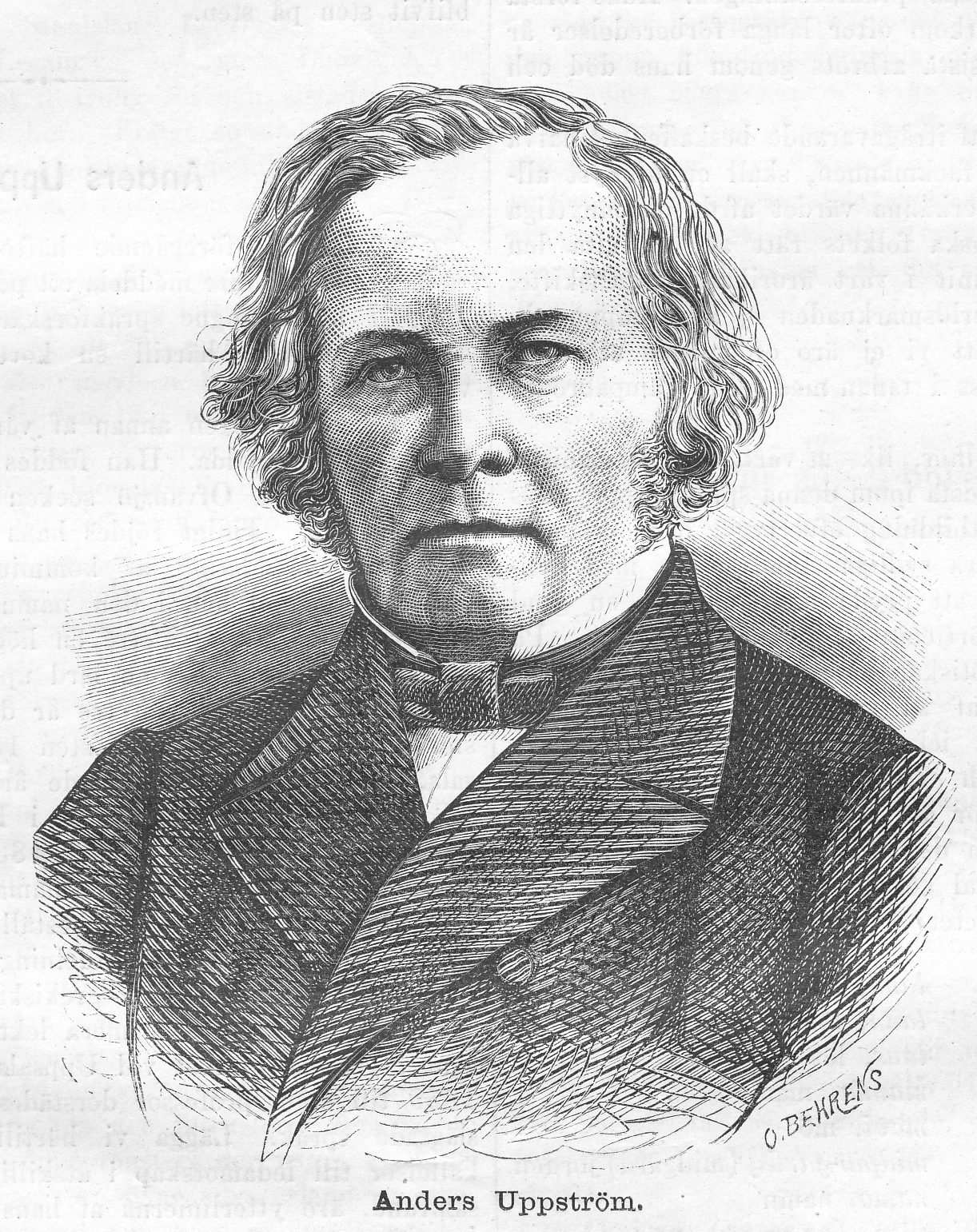
Anders Uppström ur Förr och Nu 1877

Anders Uppström, född 29 juni 1806 i Hammarby i Gästrikland, död 21 januari 1865 i Uppsala, var en svensk språkforskare.

## Biografi
Uppströms far var bruksarbetare vid Hammarby bruk och den unge Uppströms uppfostran bekostades delvis av bruksägaren Thore Petré. Efter skolgång i Gävle blev Uppström student vid Uppsala universitet 1824 och promoverades till filosofie magister 1833. År 1834 blev han kollega vid Katedralskolan i Uppsala och 1845 blev han även förste adjunkt i de grekiska och hebreiska språken, vilken titel 1858 utbyttes mot lektor. Därjämte kallades han 1850 till docent i gotiska vid Uppsala universitet och 1859 utnämndes han till extra ordinarie professor i "mesogötiska och dermed beslägtade språk".
Uppström vann ryktbarhet i Europa genom sina forskningar rörande Wulfilas gotiska bibeltext. Redan 1834 började han på tillskyndan av Pehr Gustaf Boivie att studera gotiska. I detta sammanhang bedrev han även jämförande indoeuropeisk språkforskning, en av de allra första i Sverige. Snart koncentrerade han sin forskning på Silverbibeln och 1850 publicerades docentavhandlingen Aivaggeljo þairh Matþaiu eller Fragmenterna af Matthæi Evangelium på götiska jemte ordförklaring och ordböjningslära, för vilken han belönades med Svenska Akademiens mindre medalj.
Fyra år därefter väckte han uppmärksamhet genom den med kungliga priset belönade Codex argenteus (1854), en mönstergill upplaga av allt vad då fanns i behåll (177 blad) av den Silverbibeln. Av denna hade mellan 1821 och 1834 tio blad på obekant sätt förkommit men Uppström hade 1857 av en döende biblioteksvaktmästare mottagit dessa förlorade blad, och redan samma år kunde han fullständiga sin utgåva med Decem Codicis argente i rediviva folia.
Han utvidgade nu området för sina gotiska handskriftsforskningar. På bekostnad av sin gamle välgörare Petrés söner, för vilka han under sin studenttid varit informator, företog han 1860 en resa till Rom, Milano och Wolfenbüttel för att studera där befintliga gotiska handskrifter och utgav som frukt av denna resa Fragmenta gothica selecta (1861).
Med offentligt understöd gjorde han 1863 en ny resa till Ambrosianska biblioteket i Milano för att fullständigt tillgodogöra sig de därvarande så kallade Ambrosianska handskrifterna, de viktigaste näst Codex argenteus. Resultaten av denna resa utgavs postumt med statsunderstöd under titeln Codices gotici ambrosiani (1868).
Anders Uppström är begravd på Uppsala gamla kyrkogård.

## Priser och utmärkelser
- 1854 – Kungliga priset